# 1. Fußball- und Sportverein Mainz 05 1994-1995
Questa voce raccoglie le informazioni riguardanti il 1. Fußball- und Sportverein Mainz 05 nelle competizioni ufficiali della stagione 1994-1995.

## Stagione
Nella stagione 1994-1995 il Magonza, allenato da Josip Kuže, Hermann Hummels e Horst Franz, concluse il campionato di 2. Bundesliga al 14º posto. In Coppa di Germania il Magonza fu eliminato agli ottavi di finale dal Borussia M'gladbach.

## Rosa
| N. |                                 | Ruolo | Calciatore       |
| -- | ------------------------------- | ----- | ---------------- |
| 5  | Germania (bandiera)             | D     | Peter Neustädter |
| 7  | Germania (bandiera)             | A     | Sven Demandt     |
| 11 | Germania (bandiera)             | C     | Christian Hock   |
|    | Germania (bandiera)             | P     | Tom Eilers       |
|    | Germania (bandiera)             | P     | Stephan Kuhnert  |
|    | Germania (bandiera)             | P     | Manfred Petz     |
|    | Germania (bandiera)             | D     | Holger Greilich  |
|    | Germania (bandiera)             | D     | Michael Müller   |
|    | Germania (bandiera)             | D     | Dirk Rammenzweig |
|    | Germania (bandiera)             | D     | Hendrik Weiss    |
|    | Bosnia ed Erzegovina (bandiera) | C     | Bruno Akrapović  |
|    | Germania (bandiera)             | C     | Derek Arndt      |

| N. |                                 | Ruolo | Calciatore         |
| -- | ------------------------------- | ----- | ------------------ |
|    | Germania (bandiera)             | C     | Ansgar Brinkmann   |
|    | Bosnia ed Erzegovina (bandiera) | C     | Željko Buvač       |
|    | Germania (bandiera)             | C     | Mike Janz          |
|    | Marocco (bandiera)              | C     | Abderrahim Ouakili |
|    | Ghana (bandiera)                | C     | Isaac Sarpong      |
|    | Germania (bandiera)             | C     | Guido Schäfer      |
|    | Germania (bandiera)             | C     | Thomas Zampach     |
|    | Russia (bandiera)               | C     | Sergey Žukov       |
|    | Germania (bandiera)             | C     | Thomas Ziemer      |
|    | Germania (bandiera)             | A     | Arno Glesius       |
|    | Germania (bandiera)             | A     | Jürgen Klopp       |
|    | Stati Uniti (bandiera)          | A     | David Wagner       |

## Organigramma societario
Area tecnica
- Allenatore: Horst Franz
- Allenatore in seconda:
- Preparatore dei portieri:
- Preparatori atletici:

## Calciomercato

### Sessione estiva
| Acquisti | Acquisti         | Acquisti            | Acquisti |
| R.       | Nome             | da                  | Modalità |
| -------- | ---------------- | ------------------- | -------- |
| C        | Bruno Akrapović  | Wolfsburg           |          |
| A        | Sven Demandt     | Hertha Berlino      |          |
| C        | Christian Hock   | Borussia M'gladbach |          |
| D        | Peter Neustädter | Chemnitz            |          |
| C        | Thomas Ziemer    | Monaco 1860         |          |

| Cessioni | Cessioni       | Cessioni          | Cessioni |
| R.       | Nome           | a                 | Modalità |
| -------- | -------------- | ----------------- | -------- |
| C        | Michael Becker | Hassia Bingen     |          |
| C        | Fabrizio Hayer | Waldhof Mannheim  |          |
| C        | Victor Lopes   | Eintracht Treviri |          |

### Sessione invernale
| Acquisti | Acquisti | Acquisti | Acquisti |
| R.       | Nome     | da       | Modalità |
| -------- | -------- | -------- | -------- |

| Cessioni | Cessioni | Cessioni | Cessioni |
| R.       | Nome     | a        | Modalità |
| -------- | -------- | -------- | -------- |

## Risultati

### 2. Bundesliga

#### Girone di andata
| Arbitro: | Prengel |

|                                                       |           |            |
| Wruck 24’ (aut.) Glesius 49’ Wagner 72’ Akrapović 90’ | Marcatori | 39’ Maciel |

| Arbitro: | Brandt-Chollé |

|                         |           |  |
| Meißner 40’ Wollitz 75’ | Marcatori |  |

| Arbitro: | Schmidt |

|                 |           |                        |
| Ziemer 59’, 65’ | Marcatori | 69’ Lange 89’ Beinlich |

| Arbitro: | Müller |

|                                 |           |  |
| Kirsten 23’, 45’, 90’ Zeyer 87’ | Marcatori |  |

| Arbitro: | Hotop |

|             |           |               |
| Glesius 44’ | Marcatori | 39’ Rauffmann |

| Arbitro: | Kemmling |

|  |           |                        |
|  | Marcatori | 64’ Zampach 81’ Ziemer |

| Arbitro: | Friedrichs |

|  |           |                        |
|  | Marcatori | 28’ Cyroń 53’ Minkwitz |

| Arbitro: | Gettke |

|          |           |            |
| Renn 71’ | Marcatori | 7’ Schäfer |

| Arbitro: | Fleischer |

|           |           |                       |
| Weiss 44’ | Marcatori | 58’ (aut.) Neustädter |

| Arbitro: | Byernetzky |

|                                  |           |                         |
| Golombek 18’ Klinge 71’ Kula 83’ | Marcatori | 60’ Klopp 80’ Brinkmann |

| Arbitro: | Dehmelt |

|                                  |           |                             |
| Klopp 2’ Brinkmann 11’ Weiss 56’ | Marcatori | 58’ Gütschow 89’ Kobylański |

| Arbitro: | Dörr |

|           |           |            |
| Golke 37’ | Marcatori | 81’ Ziemer |

| Arbitro: | Waldmann |

|           |           |             |
| Klopp 70’ | Marcatori | 73’ Schmidt |

| Arbitro: | Fleske |

|                                        |           |                |
| Dammann 25’ Driller 50’ Hollerbach 63’ | Marcatori | 37’ Neustädter |

| Arbitro: | Haupt |

|                                       |           |                        |
| Klopp 41’ Glesius 66’, 77’ Ziemer 90’ | Marcatori | 83’ Lottner 84’ de Wit |

| Arbitro: | Kemmling |

|                 |           |                       |
| Ziemer 14’, 47’ | Marcatori | 72’ Hermel 74’ Wagner |

| Arbitro: | Hauer |

|                   |           |                                |
| Grevelhörster 23’ | Marcatori | 20’, 45’, 62’ Ziemer 43’ Buvač |

#### Girone di ritorno
| Arbitro: | Fleske |

|           |           |                        |
| Simon 53’ | Marcatori | 38’ Ziemer 54’ Demandt |

| Arbitro: | Dehmelt |

|                      |           |  |
| Ziemer 44’ Klopp 73’ | Marcatori |  |

| Arbitro: | Domurat |

|            |           |  |
| Mencel 85’ | Marcatori |  |

| Arbitro: | Aust |

|           |           |             |
| Klopp 19’ | Marcatori | 43’ Dehoust |

| Arbitro: | Friedrichs |

|                                     |           |  |
| Thoben 10’ Rauffmann 77’ Marell 80’ | Marcatori |  |

| Arbitro: | Hufgard |

|  |           |                                     |
|  | Marcatori | 69’ Rische 74’ Däbritz 85’ Heidrich |

| Arbitro: | Stark |

|             |           |  |
| Brdarić 50’ | Marcatori |  |

| Arbitro: | Wiesel |

|                 |           |                                              |
| Demandt 3’, 79’ | Marcatori | 21’, 67’, 88’ Shala 54’ Panadić 70’ Laudeley |

| Arbitro: | Kiefer |

|           |           |  |
| Moore 45’ | Marcatori |  |

| Arbitro: | Rüdiger |

|                      |           |  |
| Ouakili 48’ Hock 82’ | Marcatori |  |

| Arbitro: | Prengel |

|                           |           |  |
| Harttgen 26’ Daschner 45’ | Marcatori |  |

| Arbitro: | Casper |

|          |           |  |
| Hock 75’ | Marcatori |  |

| Arbitro: | Ertl |

|               |           |           |
| Schiemann 87’ | Marcatori | 66’ Klopp |

| Arbitro: | Gettke |

|           |           |             |
| Žukov 39’ | Marcatori | 72’ Trulsen |

| Arbitro: | Frey |

|                           |           |          |
| Lipinski 5’ Beck 49’, 84’ | Marcatori | 15’ Hock |

| Arbitro: | Buchhart |

|                           |           |          |
| Bertalan 13’ Spranger 85’ | Marcatori | 28’ Hock |

| Arbitro: | Keßler |

|                                                                           |           |                  |
| Weiss 2’ Žukov 5’ Schur 9’ (aut.) Ouakili 17’ Ziemer 50’, 81’ Demandt 62’ | Marcatori | 52’ (aut.) Weiss |

### Coppa di Germania
| Arbitro: | Wiesel |

|  |           |               |
|  | Marcatori | 87’ Brinkmann |

| Arbitro: | Krug |

|  |           |                 |
|  | Marcatori | 41’, 82’ Ziemer |

| Arbitro: | Aust |

|                                                              |           |                                          |
| Wynhoff 13’, 52’ Herrlich 15’, 39’ Nielsen 42’ Effenberg 90’ | Marcatori | 5’ Zampach 41’ Klopp 61’ Hock 63’ Müller |

## Statistiche

### Statistiche di squadra
| Competizione      | Punti | In casa | In casa | In casa | In casa | In casa | In casa | In trasferta | In trasferta | In trasferta | In trasferta | In trasferta | In trasferta | Totale | Totale | Totale | Totale | Totale | Totale | DR |
| Competizione      | Punti | G       | V       | N       | P       | Gf      | Gs      | G            | V            | N            | P            | Gf           | Gs           | G      | V      | N      | P      | Gf     | Gs     | DR |
| ----------------- | ----- | ------- | ------- | ------- | ------- | ------- | ------- | ------------ | ------------ | ------------ | ------------ | ------------ | ------------ | ------ | ------ | ------ | ------ | ------ | ------ | -- |
| 2. Bundesliga     | 40    | 17      | 7       | 7       | 3       | 34      | 25      | 17           | 3            | 3            | 11           | 16           | 30           | 34     | 10     | 10     | 14     | 50     | 55     | -5 |
| Coppa di Germania | -     | 0       | 0       | 0       | 0       | 0       | 0       | 3            | 2            | 0            | 1            | 7            | 6            | 3      | 2      | 0      | 1      | 7      | 6      | +1 |
| Totale            | 40    | 17      | 7       | 7       | 3       | 34      | 25      | 20           | 5            | 3            | 12           | 23           | 36           | 37     | 12     | 10     | 15     | 57     | 61     | -4 |

### Andamento in campionato
| Giornata  | 1 | 2 | 3 | 4  | 5  | 6 | 7  | 8  | 9  | 10 | 11 | 12 | 13 | 14 | 15 | 16 | 17 | 18 | 19 | 20 | 21 | 22 | 23 | 24 | 25 | 26 | 27 | 28 | 29 | 30 | 31 | 32 | 33 | 34 |
| --------- | - | - | - | -- | -- | - | -- | -- | -- | -- | -- | -- | -- | -- | -- | -- | -- | -- | -- | -- | -- | -- | -- | -- | -- | -- | -- | -- | -- | -- | -- | -- | -- | -- |
| Luogo     | C | T | C | T  | C  | T | C  | T  | C  | T  | C  | T  | C  | T  | C  | C  | T  | T  | C  | T  | C  | T  | C  | T  | C  | T  | C  | T  | C  | T  | C  | T  | T  | C  |
| Risultato | V | P | N | P  | N  | V | P  | N  | N  | P  | V  | N  | N  | P  | V  | N  | V  | V  | V  | P  | N  | P  | P  | P  | P  | P  | V  | P  | V  | N  | N  | P  | P  | V  |
| Posizione | 1 | 8 | 9 | 10 | 10 | 9 | 12 | 14 | 13 | 15 | 13 | 14 | 12 | 15 | 11 | 12 | 9  | 8  | 8  | 7  | 8  | 9  | 10 | 13 | 13 | 15 | 14 | 16 | 14 | 15 | 14 | 15 | 16 | 14 |

Legenda:

Luogo: C = Casa; T = Trasferta. Risultato: V = Vittoria; N = Pareggio; P = Sconfitta.

### Statistiche dei giocatori
| Giocatore      | 2. Bundesliga | 2. Bundesliga | 2. Bundesliga | 2. Bundesliga | Coppa di Germania | Coppa di Germania | Coppa di Germania | Coppa di Germania | Totale   | Totale | Totale      | Totale     |
| Giocatore      | Presenze      | Reti          | Ammonizioni   | Espulsioni    | Presenze          | Reti              | Ammonizioni       | Espulsioni        | Presenze | Reti   | Ammonizioni | Espulsioni |
| -------------- | ------------- | ------------- | ------------- | ------------- | ----------------- | ----------------- | ----------------- | ----------------- | -------- | ------ | ----------- | ---------- |
| B. Akrapović   | 33            | 1             | 7             | 0             | 3                 | 0                 | 0                 | 0                 | 36       | 1      | 7           | 0          |
| D. Arndt       | 5             | 0             | 2             | 0             | 0                 | 0                 | 0                 | 0                 | 5        | 0      | 2           | 0          |
| A. Brinkmann   | 24            | 2             | 2             | 1             | 3                 | 1                 | 0                 | 0                 | 27       | 3      | 2           | 1          |
| Ž. Buvač       | 16            | 1             | 3             | 0             | 0                 | 0                 | 0                 | 0                 | 16       | 1      | 3           | 0          |
| S. Demandt     | 11            | 4             | 0             | 0             | 0                 | 0                 | 0                 | 0                 | 11       | 4      | 0           | 0          |
| T. Eilers      | 4             | 0             | 0             | 0             | 2                 | 0                 | 0                 | 0                 | 6        | 0      | 0           | 0          |
| A. Glesius     | 21            | 4             | 4             | 0             | 3                 | 0                 | 0                 | 0                 | 24       | 4      | 4           | 0          |
| H. Greilich    | 27            | 0             | 5             | 0             | 3                 | 0                 | 0                 | 0                 | 30       | 0      | 5           | 0          |
| C. Hock        | 26            | 4             | 8             | 0             | 3                 | 1                 | 1                 | 0                 | 29       | 5      | 9           | 0          |
| M. Janz        | 0             | 0             | 0             | 0             | 0                 | 0                 | 0                 | 0                 | 0        | 0      | 0           | 0          |
| J. Klopp       | 33            | 7             | 6             | 0             | 3                 | 1                 | 1                 | 0                 | 36       | 8      | 7           | 0          |
| S. Kuhnert     | 20            | 0             | 0             | 0             | 0                 | 0                 | 0                 | 0                 | 20       | 0      | 0           | 0          |
| M. Müller      | 31            | 0             | 5             | 1             | 2                 | 1                 | 0                 | 0                 | 33       | 1      | 5           | 1          |
| P. Neustädter  | 34            | 1             | 3             | 0             | 3                 | 0                 | 0                 | 0                 | 37       | 1      | 3           | 0          |
| A. Ouakili     | 22            | 2             | 4             | 0             | 3                 | 0                 | 0                 | 0                 | 25       | 2      | 4           | 0          |
| M. Petz        | 10            | 0             | 2             | 0             | 2                 | 0                 | 0                 | 0                 | 12       | 0      | 2           | 0          |
| D. Rammenzweig | 2             | 0             | 0             | 0             | 0                 | 0                 | 0                 | 0                 | 2        | 0      | 0           | 0          |
| I. Sarpong     | 1             | 0             | 0             | 0             | 0                 | 0                 | 0                 | 0                 | 1        | 0      | 0           | 0          |
| G. Schäfer     | 10            | 1             | 3             | 1             | 1                 | 0                 | 1                 | 0                 | 11       | 1      | 4           | 1          |
| D. Wagner      | 8             | 1             | 1             | 0             | 1                 | 0                 | 0                 | 0                 | 9        | 1      | 1           | 0          |
| H. Weiss       | 22            | 3             | 6             | 1             | 2                 | 0                 | 0                 | 0                 | 24       | 3      | 6           | 1          |
| T. Zampach     | 26            | 1             | 5             | 0             | 3                 | 1                 | 0                 | 0                 | 29       | 2      | 5           | 0          |
| S. Žukov       | 16            | 2             | 8             | 0             | 0                 | 0                 | 0                 | 0                 | 16       | 2      | 8           | 0          |
| T. Ziemer      | 32            | 14            | 8             | 0             | 3                 | 2                 | 0                 | 0                 | 35       | 16     | 8           | 0          |